# Carl-Gustav Arvid Rossby
Carl-Gustav Arvid Rossby [kɑːɭˈgʉsˌtav ˈarvɪd ˈrɔsːby]IPA (28. prosince 1898 Stockholm – 19. srpna 1957 tamtéž) byl švédský respektive americký meteorolog. Zakladatel americké meteorologické školy – chicagská meteorologická škola dynamické meteorologie. Popsal dlouhé planetární vlny – Rossbyho vlny.

## Životopis
Narodil se 28. prosince 1898 ve Stockholmu.
Studoval matematiku, fyziku a geofyziku na Stockholmské univerzitě. Byl na stáži u Vilhelma Bjerknese v Bergenu a v Lipsku.
Po studiích působil u Švédského hydrometeorologického ústavu a jako meteorolog při oceánografických expedicích. Přitom studoval matematickou fyziku.
Od roku 1926 působil v USA ve Washingtonu, D.C. v National Weather Service, kde sloučil teoretickou práci o turbulencích s povětrností službou pro civilní letectví.
V roce 1928 založil první americkou katedru meteorologie na Massachusettském institutu technologií. V tomto období se začal zajímat o termodynamiku atmosféry, promíchávání a turbulence a interakcemi mezi oceány a atmosférou.
V roce 1938 se stal občanem USA a následující rok se stal ředitelem National Weather Service. V roce 1939 publikoval práci o dynamice akčních center.
V roce 1940 byl jmenován profesorem na Chicagské univerzitě a obrátil svou pozornost opět na problematiku dlouhovlnných pohybů atmosféry. Úspěšně identifikoval a popsal tryskové proudění a po něm pojmenované Rossbyho vlny.
Během druhé světové války byl konzultantem spojeneckých vojsk a organizoval výcvik vojenských meteorologů, kteří byli převážně z chicagské katedry – většina z nich po válce pokračovala v matematickém popisu dynamiky atmosféry už s použitím počítačů. Během války se zabýval intenzivněji tryskovým prouděním.
Po 20 letech v USA se vrátil do Švédska. V roce 1947 byl jmenován profesorem na Stockholmské univerzitě a posléze ředitelem Švédského hydrometeorologického ústavu.
Založil vědecký časopis Tellus. Na sklonku života se zabýval chemickým klimatem atmosféry. Zemřel 19. srpna 1957 ve Stockholmu ve věku 58 let.